# 提希特机场
提希特机场是毛里塔尼亚提希特的一个机场。机场跑道的界限以泥土或岩石上的白线划分，较难辨认。